# Trigonellina
La trigonellina o N-metil betaina dell'acido nicotinico è un alcaloide piridinico con formula chimica C7H7NO2.
Strutturalmente è uno zwitterione formato dalla metilazione dell'atomo di azoto della niacina.
La trigonellina è presente nelle urine (prodotta dal metabolismo dell'acido nicotinico), in molti tessuti vegetali (in particolare nei legumi), in alcuni frutti di mare (Palinurus elephas) ed è un importante precursore dell'aroma del caffè.
Elevati quantitativi sono caratteristici di Trigonella foenum-graecum, Cannabis spp., Avena sativa, Medicago sativa, Achillea millefolium, Prosopis laevigata e Glycine max.
La trigonellina agisce come un modulatore dei recettori per le prostaglandine EP2.
Inoltre, è stata dimostrata la capacità della Trigonellina di migliorare l'iperglicemia e di ridurre lo stress ossidativo